# 賴柏宇
賴柏宇（1994年05月28日—），原藝名紀殷澤，台灣男演員。明新科技大學工業工程與管理系畢業。2020年因飾演公視新創電影《媽！我阿榮啦》林財賜一角而受觀眾矚目，被粉絲封為「嫩版池昌旭」。

## 電影
| 年份 | 電影         | 角色   |
| 2018 | 學長 (電影)  | 學長   |
| 2019 | 樂獄         | 阿昆   |
| 2020 | 媽！我阿榮啦 | 林財賜 |

## 電視劇
| 電視台           | 片名               | 角色   |
| 大愛電視台       | 《稻香家味》       | 林信言 |
| 大愛電視台       | 《有你陪伴》       | 趙國棟 |
| 大愛電視台       | 《姊姊向前衝》     | 小孟   |
| 爱奇艺           | 《逆局》           | 小林   |
| 衛視中文台、中視 | 《仙女姐姐來我家》 | 阿倫   |

## MV
- 李婭莎&蕭煌奇 - 佮你牽手

## 廣告
- 全家科技概念店 正式開幕！
- 屬於我們的城市 臺北智慧生態社區
- 天涯明月刀東海移花主題曲 - 夢留別
- 天涯幻夢
- 創世戰魂

## 外部連結
- 賴柏宇的Facebook專頁
- 賴柏宇的Instagram帳戶
- 賴柏宇的新浪微博